# دانيال غاريسون
دانيال غاريسون هو سياسي أمريكي، ولد في 3 أبريل 1782، وتوفي في 13 فبراير 1851. نشط حزبياً في الحزب الديمقراطي. وقد انتخب عضو جمعية نيوجيرسي العامة ‏ وانتخب عضو مجلس النواب الأمريكي ‏.